# WTA Carlsbad
Das WTA Carlsbad (offiziell: Clairol Crown) ist ein ehemaliges Damen-Tennisturnier der WTA Tour, das in der Stadt Carlsbad, Kalifornien, Vereinigte Staaten, ausgetragen wurde.

## Siegerliste

### Einzel
| Jahr    | Siegerin          | Finalgegnerin       | Ergebnis      |
| ------- | ----------------- | ------------------- | ------------- |
| 1979 I  | Kerry Reid        | Sue Barker          | 7:6, 3:6, 6:2 |
| 1979 II | Chris Evert       | Dianne Fromholtz    | 3:6, 6:3, 6:1 |
| 1980 I  | Pam Shriver       | Kate Latham         | 6:1, 6:2      |
| 1980 II | Tracy Austin      | Martina Navratilova | 7:5, 6:2      |
| 1981    | Chris Evert-Lloyd | Hana Mandlíková     | 6:4, 6:3      |

### Doppel
| Jahr   | Siegerinnen                   | Finalgegnerinnen            | Ergebnis      |
| ------ | ----------------------------- | --------------------------- | ------------- |
| 1979 I | Marcie Louie Regina Maršíková | Peanut Louie Marita Redondo | 6:2, 2:6, 6:4 |
| 1980 I | Laura duPont Pam Shriver      | Rosie Casals JoAnne Russell | 6:7, 6:4, 6:1 |